# 郯城站
郯城站，位于中华人民共和国山东省临沂市郯城县，是胶新铁路上的火车站，建于2002年，由济南铁路局临沂车务段管辖。

## 車站周邊
- 孝妇坟
- 郯城县农村商业银行
- 文体中心图书馆
- 郯城县人民法院
- 郯城县图书馆
- 郯城县政府

## 业务办理
办理旅客乘降，行李包裹托运业务。
现不办理货运业务。

## 歷史
- 建于2002年。